# Haut les mains, peau de lapin !
Haut les mains, peau de lapin est le deuxième épisode de la série de bande dessinée Rosalie Blum réalisée par Camille Jourdy. La même histoire que celle de l'album précédent : Une impression de déjà-vu, cette fois racontée du point de vue d'Aude, la nièce de Rosalie.

## Les personnages
- Vincent Machot : il a hérité du salon de coiffure de son père, dans une ville de province. Fils unique, il vit sous la coupe d'une mère « abusive », habite juste au-dessous de chez elle. A une relation avec Marianne, mais elle est partie faire un stage à Paris pour plusieurs mois. Un chat. Une passion dans la vie : les maquettes de bateaux (expos).
- sa mère : habite juste au-dessus de chez lui, veuve. Le surveille. A déjà fait un infarctus, début d'Alzheimer, passe beaucoup de temps à jouer avec des poupées. N'apprécie pas du tout Marianne.
- Rosalie Blum
- Aude : nièce de Rosalie (fille d'une de ses sœurs). En révolte contre ses parents, elle a arrêté la fac, vit en colocation avec un original, est inscrite dans une agence d'intérim mais ne fait rien de ses journées. Elle a trois grandes sœurs qui toutes ont réussi. L'une d'elles, mariée à un notable est mère de triplés. Pour faire rager ses parents, elle a repris contact avec une tante mystérieuse et mise à l'écart : Rosalie. Elle fréquente encore deux copines de lycées : 
  - Cécile : la blonde, adoptée à 12 ans par un riche finlandais propriétaire de poissonneries. Seule héritière du groupe, elle n'a pas de souci à se faire.
  - Bernadette : grande brune, mystérieuse
- Kolocataire : vit sous le même toit qu'Aude. Rêve sa vie : projette de monter un spectacle de cirque avec des amies à lui en petite tenue, des animaux dressés (chêvre, chien). Toujours fauché, il emprunte à Aude, élabore de gros coups : des cambriolages.

## Synopsis
Rosalie s'est aperçue qu'elle était suivie. Elle demande à sa nièce de suivre son suiveur. Aude et ses copines se mettent tout de suite au travail. Dès le premier soir, elles découvrent l'identité de Vincent Machot. Rosalie est intéressée et amusée. Cécile et Bernadette font une fixation sur la mère de Vincent. Elles sont persuadées que Vincent est un psychopathe et que, comme dans Psychose, il a fait disparaître sa mère. Elles entraînent Kolocataire et pénètrent dans l'appartement de la mère de Vincent. Ils découvrent ses jouets et elle, dans une pièce noire. Panique, pipi dans la culotte et débandade.
Aude poursuit la filature et commence à s'attacher à Vincent. C'est le moment, choisi par Rosalie pour modifier les règles du jeu. Elle reprend les rênes et décide d'inverser les rôles. Elle veut s'arranger pour croiser Vincent régulièrement, le faire paniquer un peu. Elle commence par prendre rendez-vous chez lui, pour une coupe.